# Gnophos canitiata
Gnophos canitiata là một loài bướm đêm trong họ Geometridae.